# 宗讷贝克
宗讷贝克（荷蘭語：Zonnebeke，荷蘭語發音：[ˈzɔnəˌbeːkə]）是比利时弗拉芒大區西佛兰德省伊珀尔区的一个市镇，通行荷蘭語，是弗拉芒社群的一部分，面积68.09平方千米，人口12,445人（2018年1月1日）。